# La Sibylle d'Érythrée (Michel-Ange)

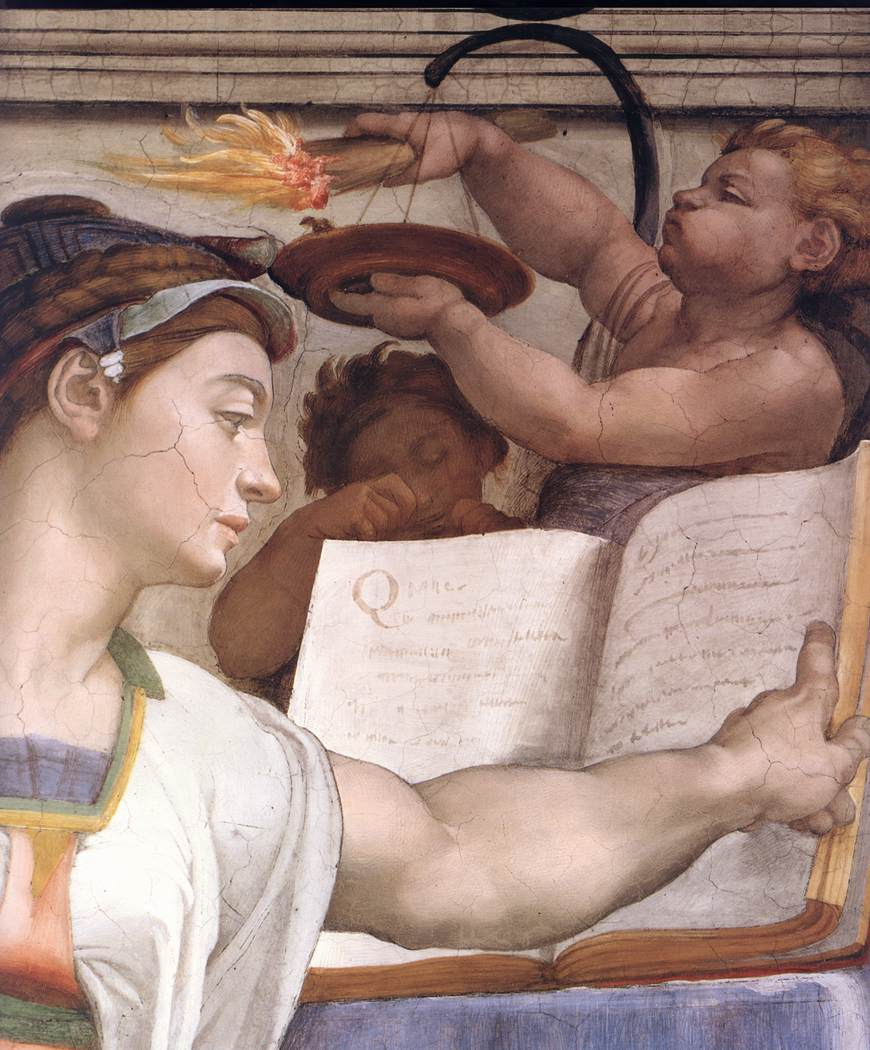
Détail.

La Sibylle d'Érythrée ou Sibylle érythréenne a été réalisée à fresque (360 × 380 cm) par Michel-Ange entre 1508 et 1510 environ et fait partie de la décoration du plafond de la chapelle Sixtine, dans les musées du Vatican à Rome, commandée par Jules II.

## Histoire
Michel-Ange a commencé à peindre les travées de la voûte en commençant près de la porte d'entrée utilisée lors des entrées solennelles du pontife et de son entourage dans la chapelle, pour terminer par la travée au-dessus de l'autel. La Sibylle d'Érythrée, qui se situe dans la troisième travée à partir de la porte, est l'une des figures de la première phase du chantier achevée en 1510.

## Description et style
La Sibylle érythréenne fait partie de la série des Voyants, placés sur de grands trônes architecturaux installés sur des pédicules. Chacun d'eux est flanqué d'un couple de jeunes assistants et se tient dans un grand siège de marbre, entre deux semelles avec de faux hauts-reliefs de putti disposés par paires, dans diverses positions. Leur nom est écrit (dans ce cas ERITHRAEA) sur un cartouche tenu par un putto, situé sous la plate-forme à la base du trône.
La Sibylle érythréenne est représentée en train de feuilleter, presque avec lassitude, les pages d'un grand volume de prophéties, posées sur un lutrin recouvert d'un drap bleu. Son corps de sibylle est tourné vers le prophète  Ézéchiel , qui à son tour regarde dans sa direction : de cette manière, une relation s'établit entre les deux figures qui représente un unicum dans toutes les fresques de la voûte. La morphologie de la femme est soulignée par un corps athlétique et des bras puissants. Michel-Ange, sur son croquis original avait dessiné ses bras avec encore plus de nuances et de détails, ce croquis étant disponible au Louvre à Paris pour consultation privée. Certains émettent l'hypothèse qu'il utilisait des modèles masculins pour peindre des personnages féminins, mais ça n'a jamais été prouvé. L'utilisation de différentes couleurs dans les tissus qui la recouvrent, avec des nuances accentuées de vert et d'orange, crée un effet chromatique délicat. Elle porte une tunique blanche fermée par une robe rouge aux dessins multicolores et un manteau multicouche sur les jambes, vert, orange et violet.
Derrière le lutrin, l'un des deux assistants allume une lampe, symbole de divination, avec une torche, tandis que le second, à l'ombre, se frotte les yeux comme s'il venait de se réveiller, symbolisant peut-être l'effet de l'éveil dans les âmes éclairées par la connaissance.
Lors de la restauration, quelques petits repentirs ont été mis en évidence, dans le raccourcissement des pieds et des chevilles et dans la ligne supérieure des paupières.
- Détails

"Détails
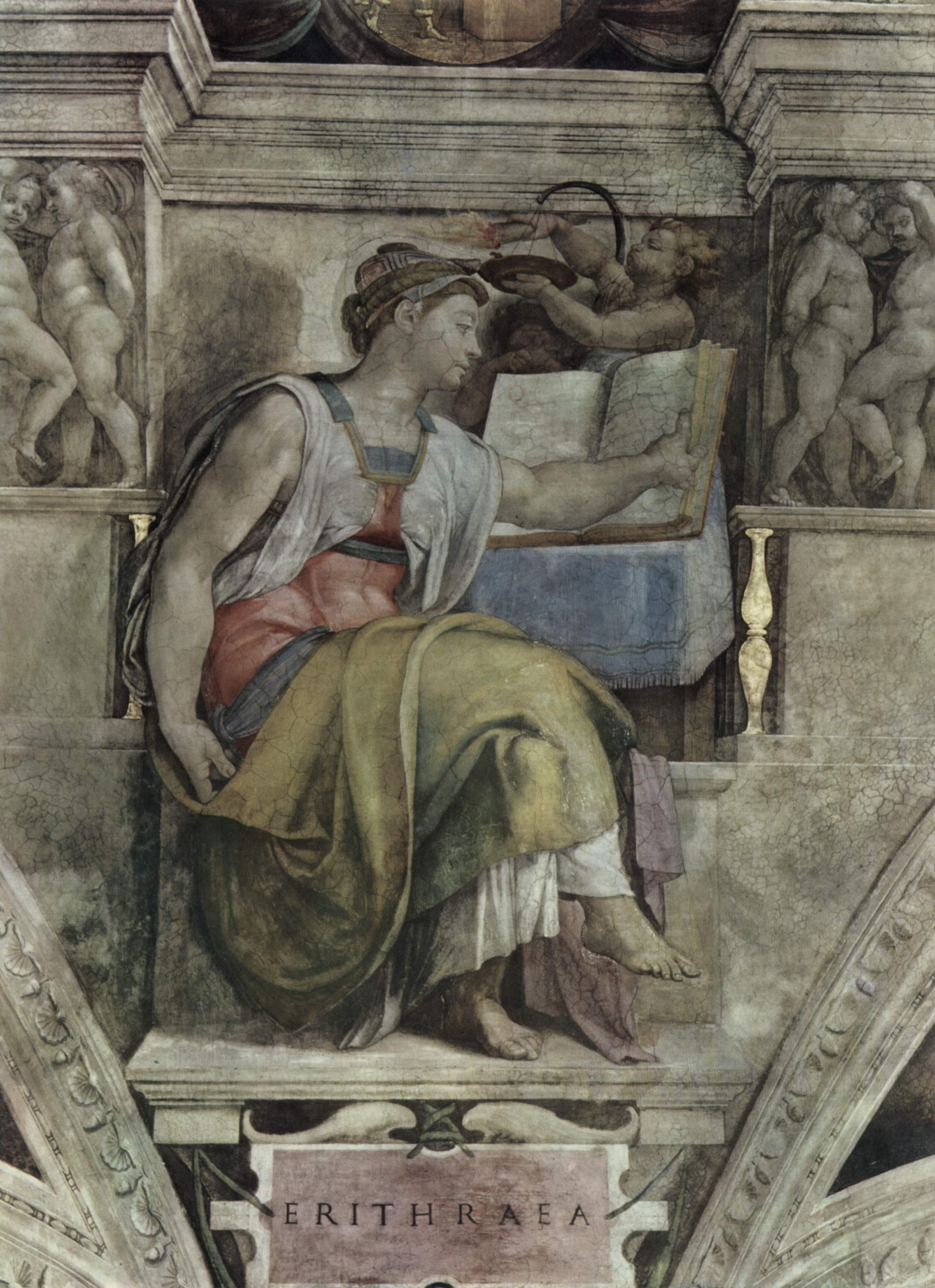
Avant la restauration...
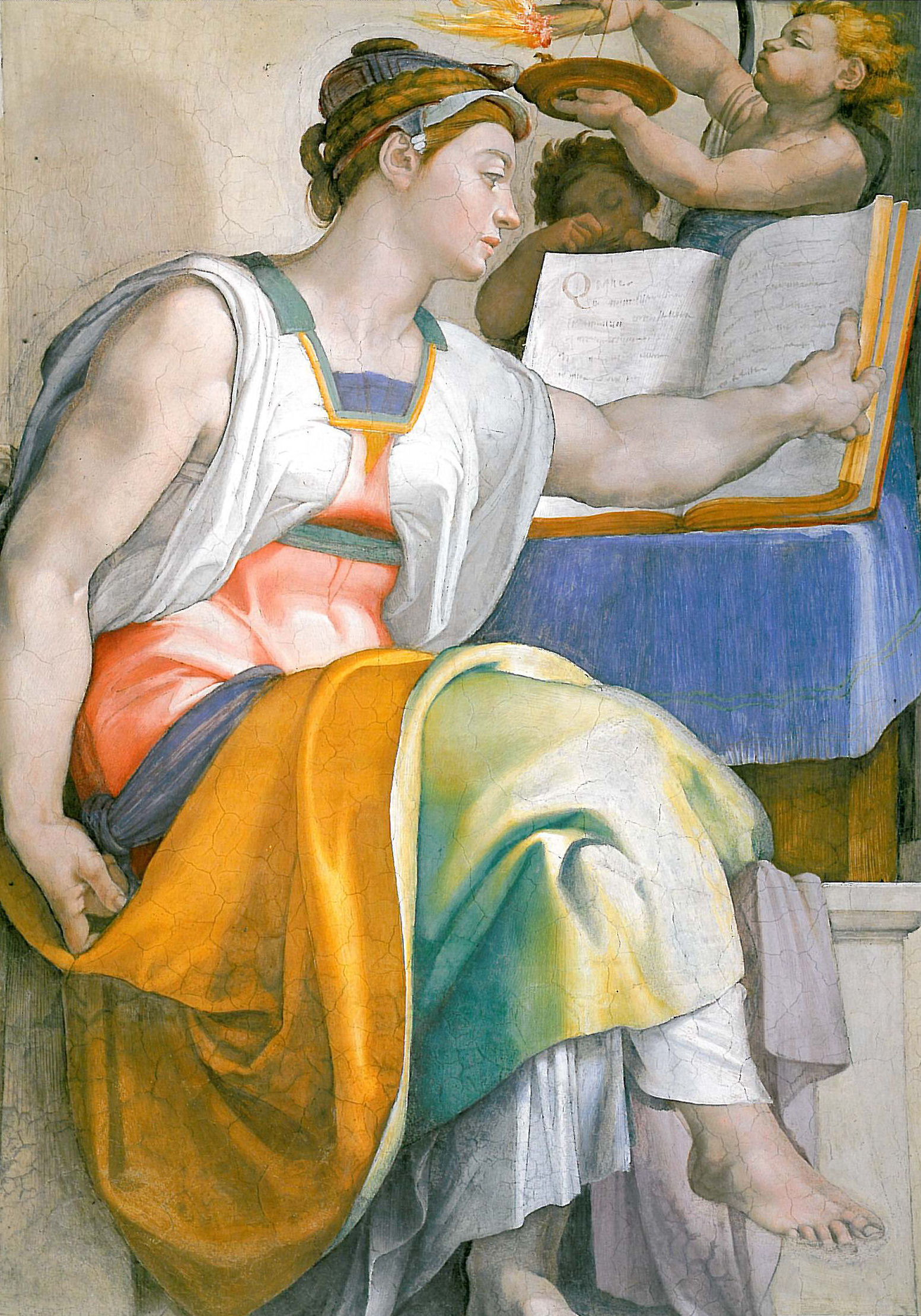
et après.
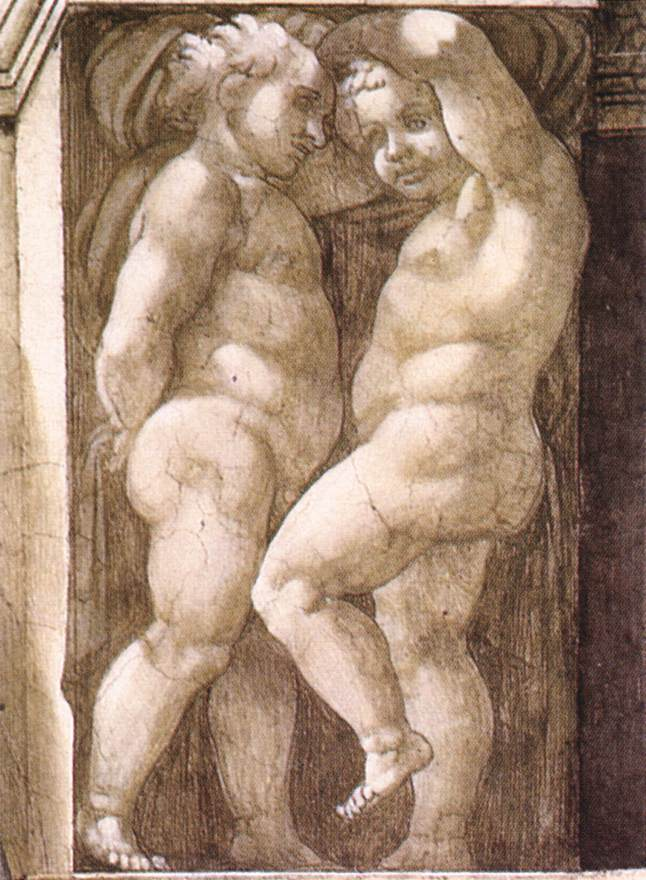
Détail des putti en monochrome.
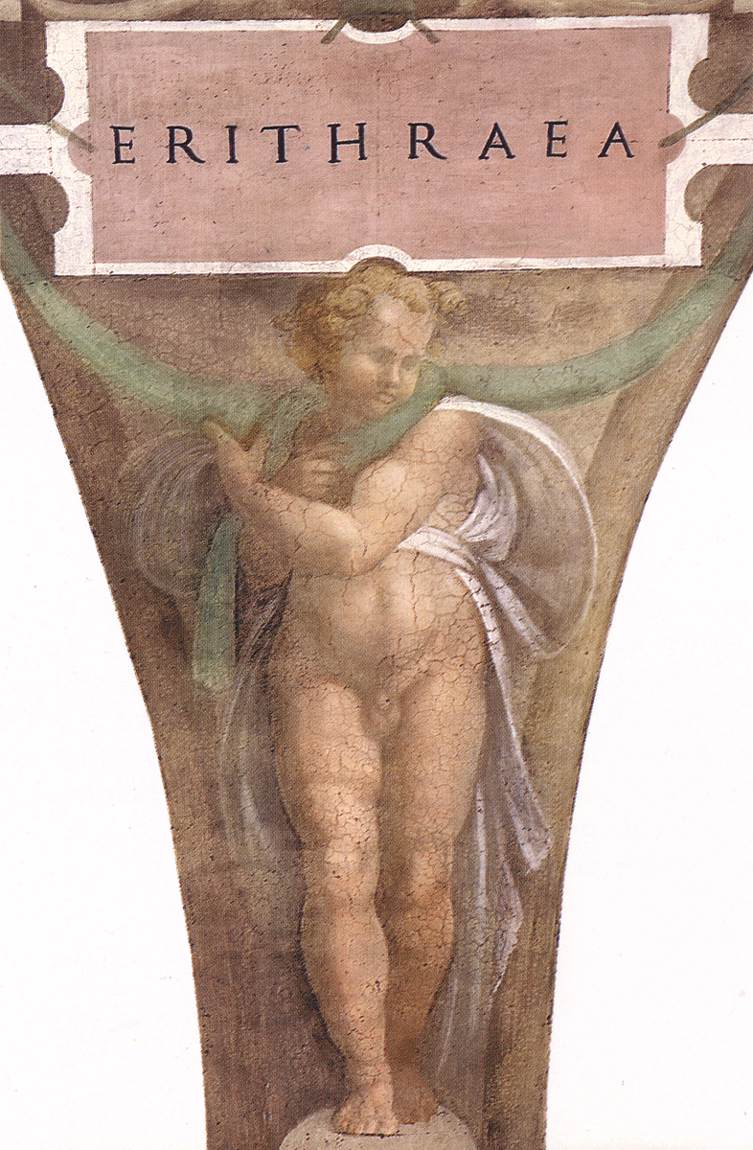
Putto porte-nom.